# Krognos
Krognos eller Krognosätten kallas idag en skånsk-dansk medeltida uradlig ätt, som själva aldrig använde det namnet. Namnet Krognos, som är bara känt från släktböcker, sägs härröra från ett öknamn tillkommet genom att flera medlemmar i ätten hade stora krökta örnliknande näsor. Emellertid användes också "Stigsen" som ett släktnamn. Vapenskölden, en örnvinge, dyker upp för första gången i en sigill som användes 1330 av domprosten i Lund Holger Pedersen (Krognos). Samma vapen bars av den skånsk-svenska familjen Ged.

## Historia
Ätten tillhörde Danmarks högadel, var ständigt representerad som kungliga riksråd, och många medlemmar hade riddarvärdighet. Den först kände medlemmen är Holger I. (Krognos). Herr Niels Holgersen (Krognos) är första medlemmen angiven 1202 i källorna.
År 1313 var Niels Holgersen (Krognos) en av domarna för bondeupproret mot kung Erik Menved, 1320 beseglade han som riddare kung Kristofer II av Danmarks handfästning. Under senare tid uppträdde hans brorson Stig Pedersen (Krognos) av Togæthorp, Harjagers härad, som nämndes 1327 som riddare, grundade ett altare i Lund domkyrka, till vilken kyrka han gav gods 1348. Hans ena son, Jens (Johannes) Stigsen, är nämnd 1354 som kanik i Lund och 1358 ärkediakon. En annan, Oluf Stigsen, blev riksråd, länsherre på Varberg och Laholm, och känd som en av Skånes största herrar, dels genom arv och dels genom äktenskap. Dennes son, Mourids Olufsen (död c.1550), ärvde Bregentved och begrovs i Sankt Bendts kyrka i Ringsted, och fick en son, Oluf Mouritsen, till Bollerup, Bregentved och Clausholm (1535–1573), som blev rektor för Herlufsholms skola och senare riksråd. Han gifte sig med Frederik II:s ungdomskärlek Anne Hardenberg. Han blev ättens sista man och änkan bekostade en betydande gravplats i Ringsteds kyrka.
Ätten ägde genom tiderna ett betydande antal större gods som Billesholm, Bollerup, Heireholm (numera försvunnet, vid Snogeholms slott), Karsholm, Krapperup, Stora Markie, Ugerup och Vittskövle. Krognoshuset i Lund ägdes av ätten under 1300- och 1400-talen.

## Kända medlemmar
1. Axel Kettilsen (Krognos), dansk-skånsk väpnare, tjänade 1366 den norska kungen Håkan Magnusson, satte sitt sigill 1377 i Nyborg på kung Olav Håkonssons handfästning, 1396 länsherre på Sölvesborg, fick samma år kvitto av Erik Erlandson för all skada han lidit i marsk Eriks tjänst, deltog 1397 i det kungliga valet av Erik av Pommern i Kalmar, och blev gift med Katarina Eriksdotter Puke, dotter till det svenska riksrådet och marsken Erik Kettilsson (Puke). De fick dottern Cathrine Axelsdatter (Krognos) gift med Axel Pedersen (Tott) och mor till Axelsönerna.
2. Holger Gregersen (Krognos), till Heireholm och Vittskövle, nämns 1355, var riddare 1363, beseglade 1376 den skånska adelns fullmakt till kung Olav Håkonssons hyllning och var bland dem som skickades till Jylland för att övertyga adeln där att välja Olav som kung. Satte 1377 sitt sigill på kungens handfästning, och var 1381 en av huvudförarna tillsammans med gälkaren och marsk Tuve Galen för den särskilda freden som slogs mellan Skåne och kung Albrekt av Mecklenburg i Sverige. Detta stred mot drottning Margaretas politiska mål, och året därpå stupade Holger Gregersen (vissa säger att han mördades) när drottningens trupper belägrade och erövrade Galens slott Turestorpsö.
3. Peder Stigsen (Krognos), gift med Regitze Christoffersdatter Løvenbalk, utomäktenskaplig dotter till kung Kristofer II och med en "jungfru" av ätten Lunge. Deras son, Stig Pedersen (Krognos), som dog efter 1412, var fortfarande väpnare när han satte sitt sigill till drottning Margaretas hyllning 1387 och nämns 1395 i förlikningen på Lindholm, då den fängslade kungen Albrekt frigivits. Han köpte 1401 Bollerup slott och begravdes i Lund domkyrka under en gravsten som visar vapnen: Krognos-Løvenbalk, Krognos-Godov och Krognos-Tott som kan ha lagts av hans son, Oluf Stigsen, som kallades "den rika" (c.1380-före 1426). Oluf Stigsen blev andra gången gift med Ellen Axelsdatter (Tott), syster till Axelsönerna. Deras son, Stig Olufsen (Krognos) blev gift med Barbara Thorkildsdatter (Brahe), dotter till riksråd Thorkild Brahe till Rennesnäs og Mygdal och Merete Jensdatter (Sparre över blad), af Hallkved. I tur och ordning var deras barn:
  1. Oluf Stigsen (Krognos) d.y., 1483 riddare, 1492 riksråd, 1486–1501 länsherre på Varberg, 1505 länsherre på Laholm, en av vid den tidens Skånes största herrar, dels genom arv från sina föräldrar och dels genom sina rika äktenskap. Han fick i ärkebiskopen Birger Gunnersen en av sina hårdaste motståndare när han efter 1497 försökte återfå allt gods som hans föregångare hade förlänat till frälseman eller pantsatt. I sitt forsta aktenskap med Gjertrud Knudsdatter Has fick Oluf Stigsen dottern Magdalene Olufsdatter (Krognos), som blev gift med Thyge Axelsen (Brahe) i ett oerhörd dyrt bröllop. Andra gången blev han gift med Anne Mouritsdatter (Gyldenstierne) och de fick barnen:
    1. Mourids Olufsen (Krognos), riddare, gift med Eline Mogensdatter (Gøye), 1526–1540 hövitsman på Lyckå län, var 1527 väpnare, 1529 riddare, 1540–1550 länsherre på Skjoldenæsholm, 1542 beviljades han med Han härad. Då han var hovsven 1525 nämns han som närvarande vid förlikningen med Søren Norby vid belägringen av Landskrona samma år. Under kriget hade hans skånska ägodelar drabbats hårt, men han fick ersättning i två gårdar som tillhörde den avrättade Niels Brahes egendom. Han begravdes i Ringsteds Sankt Bendts kyrka, på gravstenen (den största i Danmark) ses han avbildad med sin mor och fru Eline. De fick sonen Oluf Mouridsen (Krognos), riksråd, 1571–1573 länsherre på Helsingborg, rektor för Herlufsholm skola, som gifte sig med Anne Corfitsdatter Hardenberg (kung Frederik II:s ungdomsälskarinna), och dog den 25 juni 1573 som den sista mannen i Krognosätten. De begravdes båda i Ringsteds kyrka.
    2. Anna Olufsdatter (Krognos), gift med Claus Podebusk, riddare, som deltog 1525 i striderna i Skåne mot Søren Norby, tilldelades Kullen i förläning, hade 1526–1540 Sireköpinge.
    3. Pernille Olufsdatter (Krognos), gift med Anders Bille, son till Bent Torbensen Bille till Søholm och Ermegard Eggertsdatter Frille til Sandholt, riddare, riksråd, 1505–1534 hövitsman på Stegehus, 1530–1535 länsherre på Dalby kloster.

  2. Ellen Stigsdatter (Krognos) , som var gift med Sten Bille (Basse), son till Torbern (Bille) til Allindemagle och Svanholm, och Sidsel Ovesdatter Lunge til Egede och Nielstrup, 1485 riddare, deltog 1487 i hyllningen av Kristian II, var 1489 riksråd och 1490 hövitsman vid Gladsax, var 1496 Landsdomare i Skåne och beviljades 1497 med Vesterstad. Han deltog i de flesta förhandlingar med Sverige under den tiden.